# Turboatom
Turboatom (ukr. Турбоатом) – jedno z najważniejszych przedsiębiorstw ukraińskich, znajdujących się w pierwszej dziesiątce firm budujących turbiny na świecie.
Nazwę Turboatom nosi także stacja metra w Charkowie.

## Nagrody
- Order Lenina (1966)[6]
- Order Czerwonego Sztandaru Pracy (1976)[6]